# 中国医学科学院医学信息研究所

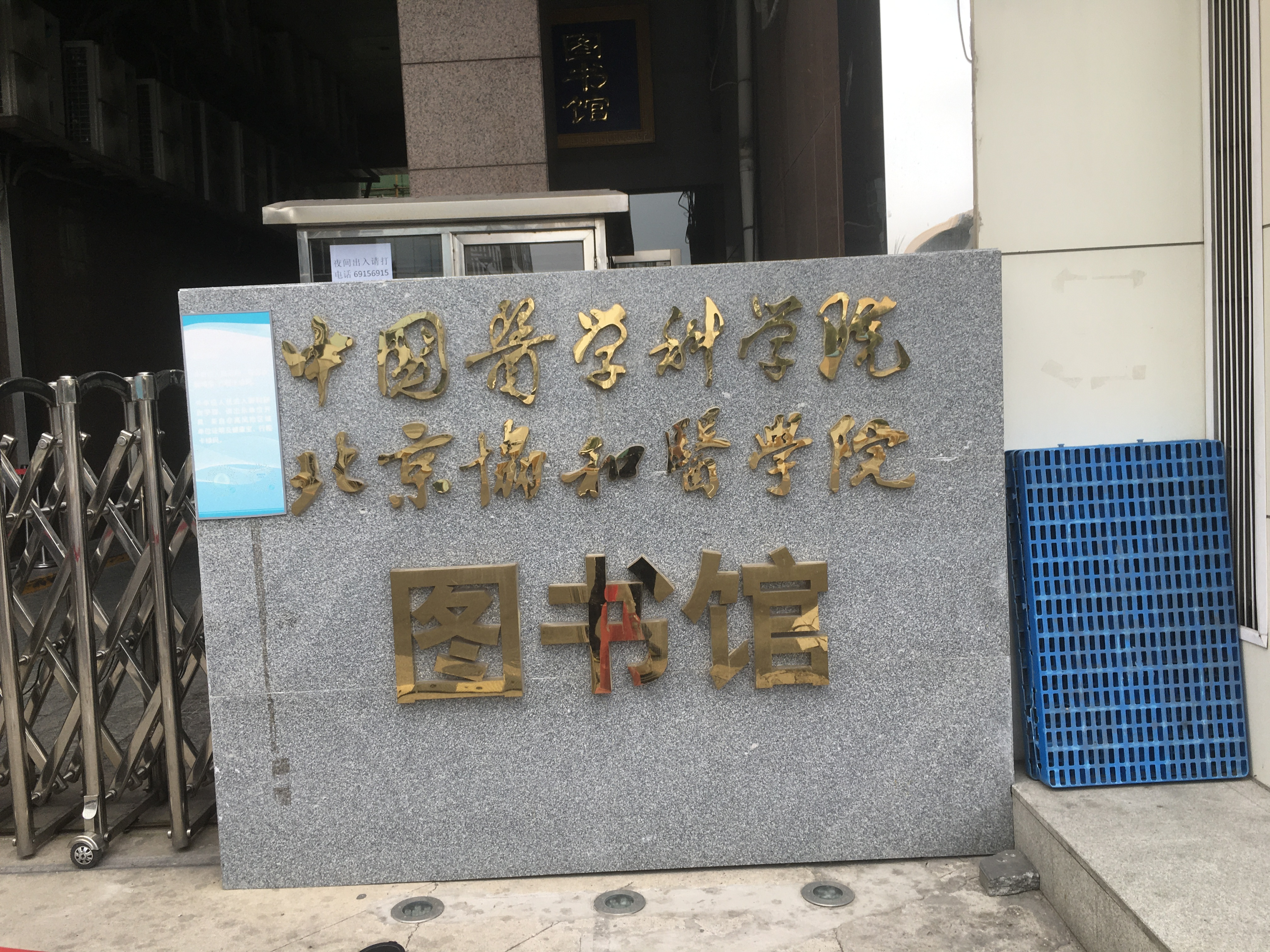
協和圖書館

中国医学科学院医学信息研究所，又稱為北京协和医学院图书馆，是專門研究医学信息、医学信息资源保障与服务的研究機構，並行使医学图书馆职能，是科技图书文献中心医学分中心、世界卫生组织卫生与生物医学信息合作中心。